# Plagodis plagifasciata
Plagodis plagifasciata là một loài bướm đêm trong họ Geometridae.